# Вахтмейстер, Ханс
Граф Ханс Вахтмейстер (швед. Hans Wachtmeister; 24 декабря 1641 (3 января 1642) — 15 (26) февраля 1714) — адмирал-генерал шведского флота, основатель Карлскруны (1680).

## Биография
Родился 24 декабря 1641 года в Стокгольме в семье члена риксрода барона Ханса Вахтмейстера и баронессы Агнес Маргареты фон Хельмстедт. Получил хорошее образование, после чего в 1661 году вместе с братом Акселем совершил заграничную поездку. В Риме он получил от королевы Кристины место камергера.
В ходе новой поездки, совершённой в 1665 году, он посетил Англию, где поступил на службу в английский флот и участвовал в нескольких сражениях второй англо-голландской войны. По возвращении на родину был назначен капитан-лейтенантом в полк Врангеля, а позднее занял место королевского камергера. В 1675 году Вахтмейстер был произведён в капитаны Адмиралтейства и принял участие в войне за Сконе (1675—1679), во время которой отличился в битве при Лунде и сражении у Кёге-бухты. Он также хорошо проявил в себя в ходе захвата Блекинге и обороне Эланда.
В 1676 году он получил звание сначала вице-адмирала, а затем адмирала. В 1678 году его за заслуги производят в обер-адмиралы, а в 1679 в адмирал-генерал-лейтенанты. В 1681 году он назначен адмирал-генералом. В том же году он получил чин королевского советника, а в 1682 занял пост президента Адмиралтейств-коллегии. В 1687 году ему был дарован титул графа аф Юханнисхус (af Johannishus).
В 1680 году Вахтмейстер по указу короля заложил в Блекинге новую военно-морскую базу для шведского флота, получившую название Карлскруна. Он активно способствовал развитию флота, улучшил многие статьи «Морского устава», организовал лоцманскую службу; благодаря ему были составлены карты Каттегата.
В начале Северной войны шведский флот под командованием Вахтмейстера соединился с англо-голландской эскадрой, что позволило Карлу XII высадить свои войска на Зеландии.
В следующий раз он вышел в море лишь в 1710 году. Командовал флотом в сражении у бухты Кёге, где смог захватить большое количество датских транспортных кораблей. Он также сумел восстановить сообщение между Швецией и её немецкими провинциями.
В сентябре 1712 года датчанам удалось разгромить шведские транспортные суда, перевозившие войска в Померанию, и вина за это во многом лежала на Вахтмейстере. Вместо того, чтобы прикрывать транспорт, он приказал своей эскадре сняться с якоря и выйти навстречу датскому флоту, чтобы дать бой. Датчане, однако, уклонились от сражения и, когда ночью ветер сменился на зюйд-вест, смогли беспрепятственно уничтожить большое количество шведских транспортных кораблей и перевозимых ими военных припасов.
С 1685 года был женат на графине Софии Ловисе фон Ашеберг.

## Литература

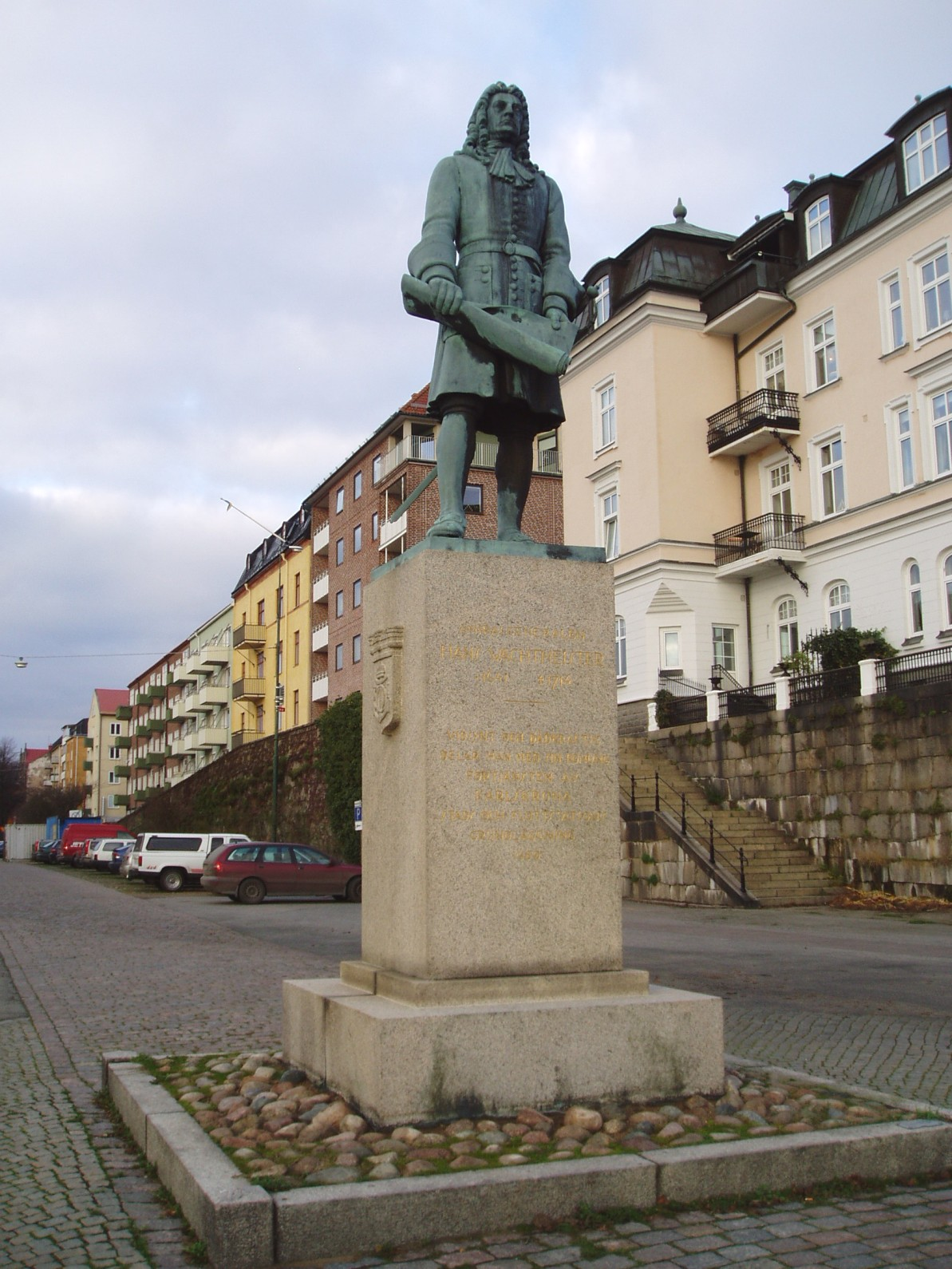
Памятник Х. Вахтмейстеру в Карлскруне